# ヒダリ
ヒダリは神戸を中心に活動中の日本のロックバンドである。2003年結成。

## 概要・来歴
2000年代型ギターロックから1980年代ジャパニーズテクノポップ、そしてザ・ビートルズまでをも飲み込んだような奇妙奇天烈なサウンドと、イビツな恋愛観を歌うメロディが緻密に絡み合う音楽性が特徴。
2003年結成当初はボーカルギター、ベース、ドラムのオーソドックスなスリーピースバンドであったがドラマーが突然の脱退。仕方なく打ち込み機材を使ってライブを行ったのを機に打ち込みバンドへ。青木ヨーマ（プログラミング）の加入で打ち込み色を強め現在のスタイルになる。
2004年にはNHK「熱唱オンエアバトル」に二度出演、二度とも落選するも後にNHK-FMの番組内でこの時の音源を聴いた大槻ケンヂが絶賛。2006年にはCSの番組内でオーケン賞を受賞している。
2011年、自主レーベルzousan recordsを設立。YA!YA!YA!RECORDSよりミニアルバム『ピタリ！』、BadNewsRecordsよりフルアルバム『ヒダリのしっぽ』『ワインとチョコレート』、zousan recordsより『ヒダリのラブレター』を全国流通販売。
2014年、達川ユキヒロが脱退。その後、無期限の活動休止。
Perfume、キセル、ワタナベイビー、TOMOVSKY、毛皮のマリーズ、MASS OF THE FERMENTING DREGS、モーモールルギャバンなどとの共演経験を持つ。
また、「少女B」が映画「アルファがベータをイプシロン」(ヨーロッパ企画)の主題歌に。「夜空の下の地球の上」が映画「くらげとあの娘」の劇中歌に採用されている。

## メンバー
- 太田ヒロシ：ギター・ボーカル
- コムカイチカラ：ベース　2011年サポートとして加入。
- 達川ユキヒロ：メカ（プログラミング）2009年加入。2014年脱退
- 上月大介：ベース2010年脱退
- ジャスティン・ベイコン：メカ（プログラミング）2007年加入。2009年脱退。
- 青木ヨーマ：メカ（プログラミング）2004年加入。2006年脱退。

## ディスコグラフィー

### 自主制作
1. ヒダリの「ヒ」（2004年6月）
  1. 高校野球ベイビー
  2. ほどけた二人
  3. ハイカラさん
  4. F1な恋
2. ヒダリの「ダ」（2004年9月）
  1. コーヒー牛乳
  2. 雨天決行
  3. スウィートハート
  4. スイカ・スムージー
3. ヒダリスムージー（2005年5月）
  1. 恋のダンサー
  2. もしかして
  3. 勝手に顔パス
  4. ミルクティーンエージャー
  5. ミセスタンバリンガール
  6. 愛はすもう
  7. かなりのさようなら
  8. 走る私
  9. コンパに行くよ
  10. ゆめ

### ミニアルバム
1. ピタリ!（2006年2月15日）YA!YA!YA!RECORD
  1. ガール、ガール、ガール
  2. ピーチサーファー
  3. 春が嫌いな女の子
  4. 東京納豆
  5. 少女B
  6. 星のミュージック

### アルバム
1. ヒダリのしっぽ（2006年12月13日）Bad News Records
  1. 恋のダンサー
  2. ガール、ガール、ガール
  3. 打ち水、クマゼミ、裏通り
  4. クラムボン
  5. 勝手に顔パス
  6. 尻尾美人
  7. 天国への階段
  8. 少女B
  9. タイムトラベルは楽し
  10. スイカスムージー
2. ワインとチョコレート（2009年3月4日）Bad News Records
  1. チョコレイトミー
  2. ちょうどいい二人
  3. 青春マリーナ
  4. さんぱつ
  5. 続きはもういい
  6. あぶないテイスティング
  7. メイビーベイビー
  8. 鞄に線香花火
  9. うれぱーる☆
  10. 葡萄酒讃歌
3. ヒダリのラブレター（2011年12月21日）zousan records
  1. 金木犀
  2. マーガレット
  3. 遠足レボリューション
  4. ヒダリのラブレター
  5. 手紙を書くよ
  6. 夜空の下の地球の上
  7. 下北沢症候群
  8. 餃子夫婦
  9. ヘイ！たっぷり
  10. さよならはこれからは

### DVD
1. 東京ヒダリまわりツアー（2006年5月1日）
  1. 東京納豆
  2. ガール、ガール、ガール
  3. スイカスムージー
  4. 少女B
  5. ゆめ
  6. コーヒー牛乳
  7. ピーチサーファー
  8. 高校野球ベイビー
  9. 少女B（VIDEO CLIP）

### 参加作品
1. UNDER THE SKY（2003年6月）　「高校野球ベイビー」「ほどけた二人」
2. 通天MUSIC～関西早耳アワード'05～（2005年5月）「勝手に顔パス」「恋のダンサー」
3. ほりゆうじトリビュートアルバム「HAKUSHAKU V.A.」（2006年10月）「出かけよう」
4. 『一緒にうたおう！NHKみんなのうた 〜大人Ver.〜』(Bad News Records)BNCL-33(2008年2月) 「メトロポリタン美術館」
5. STRIPE RECORDS 「当店のオススメ」 (2008年6月)　「葡萄酒賛歌」「ちょうどいい二人」
6. 『家族時間～パパもいっしょにうたいたい！～』(teku-teku Disk) BNCL-44(2010年4月)「翼をください」(佐藤弘道とのコラボレーション)